# Alpha Centauri
Alpha du Centaure • Rigil Kentaurus • Toliman • Bungula
Pour l’article homonyme, voir Alpha Centauri (homonymie).
Alpha Centauri (α Centauri, abrégé en α Cen, selon la désignation de Bayer), en français Alpha du Centaure, est le système stellaire et planétaire le plus proche du système solaire. Il est situé à 4,37 années-lumière (1,34 pc) du Soleil. Il s’agit d’un système à trois étoiles : α Centauri A (officiellement Rigil Kentaurus), α Centauri B (officiellement Toliman) et α Centauri C (officiellement Proxima Centauri) et au moins une planète.
Alpha Centauri A et Alpha Centauri B sont les deux étoiles principales qui forment une étoile double, là où Alpha Centauri C est une naine rouge bien moins lumineuse, qui est l'étoile la plus proche du Soleil.
Alpha Centauri A et B sont des étoiles semblables au Soleil (classes G et K). Ensemble, elles forment l'étoile binaire Alpha Centauri AB. À l'œil nu, ce système apparaît comme l'étoile la plus brillante de la constellation du Centaure, par sa magnitude apparente de -0,27, et (hormis le Soleil) la troisième plus brillante de tout le ciel (surclassée uniquement par Sirius et Canopus). Alpha Centauri est trop au sud pour être visible dans la majeure partie de l'hémisphère nord.

Tailles comparatives des étoiles du système d'Alpha du Centaure avec le Soleil.

Alpha Centauri A a 1,1 fois la masse et 1,519 fois la luminosité du Soleil et Alpha Centauri B est plus petite et plus froide, avec 0,907 fois la masse du soleil et 0,445 fois sa luminosité.
Alpha Centauri C, ou Proxima Centauri, est une naine rouge (classe M), petite et de faible luminosité. Bien que non visible à l'œil nu, elle est l'étoile la plus proche du Soleil à une distance de 4,24 années-lumière (1,30 pc) et légèrement plus proche de nous qu'Alpha Centauri AB. 
Actuellement, la distance entre Proxima Centauri et Alpha Centauri AB est d'environ 13 000 unités astronomiques (0,21 année-lumière), ce qui équivaut à environ 430 fois le rayon de l'orbite de Neptune. 
Proxima Centauri b est une exoplanète de la taille de la Terre située dans la zone habitable de Proxima Centauri. Elle a été découverte en 2016.
Le projet Breakthrough Starshot, lancé début 2016, a pour but l’exploration du système par des nanosondes.

## Noms et désignations
Le système est couramment désigné par sa désignation de Bayer, « Alpha Centauri ». Conformément à la convention du Washington Double Star Catalog, approuvée par l'Union astronomique internationale, les trois composantes stellaires sont respectivement désignées Alpha Centauri A, B et C.
Le système est également connu sous plusieurs noms traditionnels. Les noms « Rigil Kentaurus », « Toliman » et « Bungula » ont été introduits en Occident à une époque récente, à la suite de travaux historiques du XIXe siècle.
« Rigil Kentaurus » est une transcription de l'arabe رجل القنطورس (Rijl Qanṭūris), utilisé par les astronomes arabes et signifiant « le Pied du Centaure » (voir Rigel), ce nom étant lui-même directement traduit de Ptolémée. On trouve parfois (quoique plus rarement) la forme « Rigil Kentarus ». Ce nom est parfois (plus récemment) abrégé en « Rigil Kent ». « Rigil Kentaurus » a finalement été adopté par l'Union astronomique internationale en 2016 pour désigner spécifiquement Alpha Centauri A,.
« Toliman » est une transcription de l'arabe الظلمان (al-Zulmān) qui signifie « les Autruches ». Ce nom, originaire de la péninsule arabique et qui date d'avant la traduction des ouvrages grecs, a pu désigner alternativement plusieurs étoiles de l'actuelle constellation du Centaure, sans qu'on sache très bien aujourd'hui lesquelles exactement.
« Toliman » a finalement été attribué par l'Union astronomique internationale en 2018 pour désigner spécifiquement Alpha Centauri B.
L'origine de « Bungula » est plus incertaine. Ce mot pourrait être une contraction de la lettre grecque beta (bien qu'il s'agisse d'Alpha du Centaure) et du mot latin ungula signifiant « sabot ».
Finalement, « Proxima » est un mot latin signifiant « la plus proche ». Il a été donné peu après la découverte d'Alpha Centauri C, originellement sous la forme incorrecte « Proxima Centaurus » puis sous la forme correcte « Proxima Centauri », littéralement « [l'étoile] du Centaure la plus proche ».
L'étoile est parfois appelée « Proxima » tout court puisque c'est l'étoile la plus proche du système solaire (elle le restera pour encore environ 31 000 ans). Le nom « Proxima Centauri » a formellement été adopté par l'Union astronomique internationale en 2016,.

## Organisation du système
La structure hiérarchique globale du système peut se représenter ainsi :
Alpha Centauri est un système à trois étoiles dont les deux étoiles principales, Alpha Centauri A et Alpha Centauri B, forment une étoile binaire, un système binaire. La désignation AB, ou plus ancienne A + B, désigne le centre de masse d'un système binaire principal par rapport à une ou plusieurs étoiles associées dans un système à plusieurs étoiles. 
AB-C fait référence à Alpha Centauri C par rapport au système binaire central AB : étant donné la distance entre le centre de masse de AB (éloignées l'une de l'autre de moins de 36 UA) et le compagnon éloigné C (à 13 000 UA de AB), le système binaire AB est parfois traité comme un seul objet gravitationnel.

### Propriétés orbitales

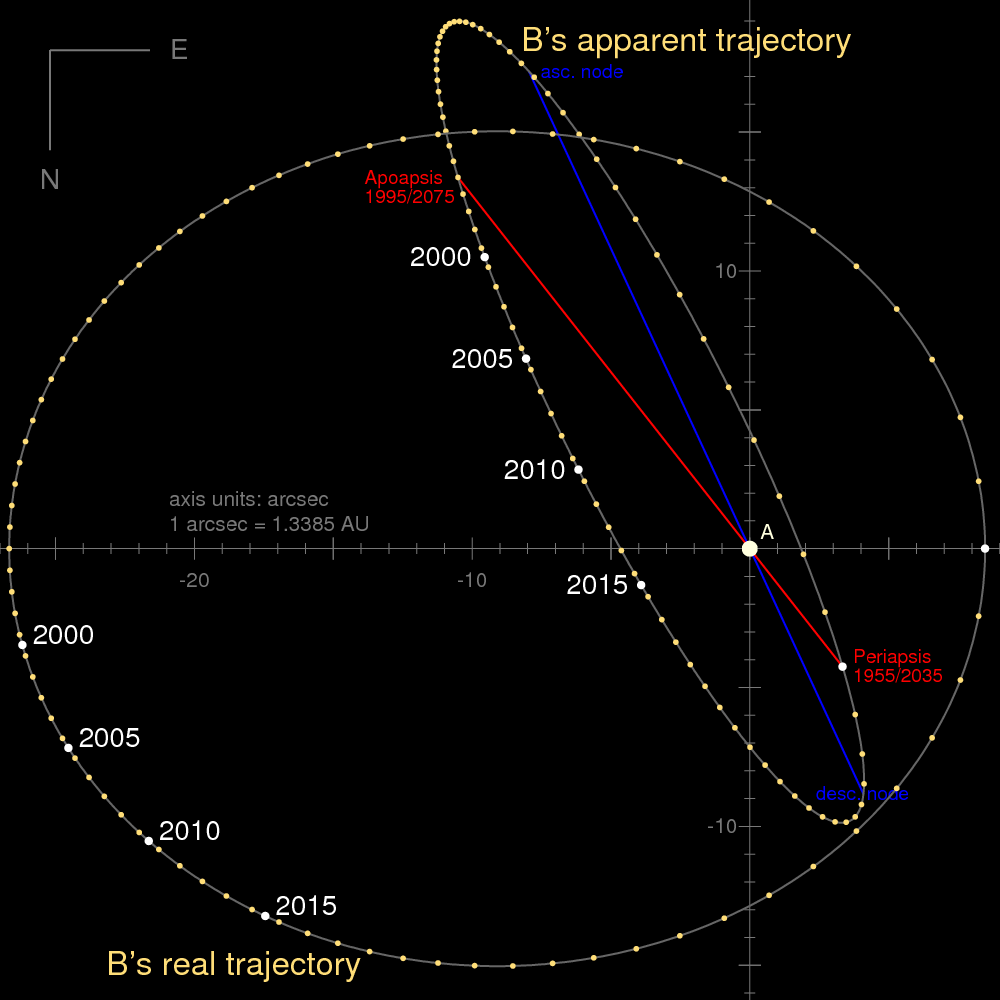
Trajectoire d'Alpha Centauri B par rapport à A (fixée à l'origine des coordonnées), vue de la Terre (ellipse inclinée) et de face (ellipse horizontale).

Les composants A et B d’Alpha Centauri ont une période orbitale de 79,91 ans et leur orbite est modérément excentrique, e = 0,5179. Leur approche la plus proche est 11,2 UA (1,68 milliard de km), soit environ la distance entre le Soleil et Saturne, et leur séparation la plus éloignée est de 35,6 UA (5,33 milliards de km), soit environ la distance entre le Soleil et Pluton.
L’approche, ou périastre, la plus récente a été observée en août 1955 et la prochaine le sera en mai 2035. La séparation orbitale la plus éloignée, ou apoastre, a eu lieu en mai 1995 et la prochaine sera en 2075. La distance apparente entre A et B diminue rapidement, au moins jusqu'en 2019.
Alpha Centauri C se trouve à environ 13 000 UA d’Alpha Centauri AB,. Cela équivaut à 0,21 année-lumière ou à 1 950 milliards de km, soit environ 5% de la distance entre Alpha Centauri AB et le Soleil. 
Pendant longtemps, les estimations de la petite vitesse orbitale de Proxima autour de AB étaient insuffisamment précises pour déterminer si Proxima Centauri est liée au système Alpha Centauri ou est une autre étoile sans lien avec les deux autres et qui passe à faible vitesse. Mais depuis 2017, les mesures de vitesse radiale sont suffisamment précises pour prouver que Proxima Centauri et Alpha Centauri AB sont bien liées par gravitation. 
La période orbitale de Proxima Centauri est d’environ 547 000 +66 000
 −40 000 ans, avec une excentricité de 0,50 ± 0,08 (à titre de comparaison, celle de la Terre est de 0,01, celle de Mercure est de 0,2). Son périastre est estimé à 4300+1 100
 −900 UA du foyer et son apoastre, à 13 000+300
 −100.

### Propriétés physiques
Les études astérosismiques, l'activité chromosphérique et la rotation stellaire (gyrochronologie) amènent à penser que le système d'Alpha Centauri AB est aussi ancien (ou légèrement plus vieux) que le nôtre. Les estimations varient suivant la méthode employée : on obtient de 4,85 à 6,52 milliards d'années par les analyses astérosismiques,,,, 4,4 ± 2,1 milliards d'années déduite de l'activité chromosphérique, alors que la gyrochronologie donne 5 ± 0,3 milliards d'années. La théorie de l'évolution stellaire implique que les deux étoiles sont légèrement plus âgées que le Soleil, entre 5 et 6 milliards d'années, comme l'indiquent leurs caractéristiques de masse et spectrales,.
Les paramètres orbitaux d'Alpha Centauri AB permettent de déterminer que la masse totale du système AB est d'environ 2 masses solaires (M☉). Les masses stellaires moyennes sont respectivement de 1,09 et 0,90 M☉, bien que des masses légèrement supérieures aient été citées ces dernières années (1,14 et 0,92 M☉, soit un total de 2,06 M☉).
Alpha Centauri A et B ont respectivement des magnitudes absolues de +4,38 et +5,71.

### Alpha Centauri (AB): le couple central d'étoiles et les planètes associées

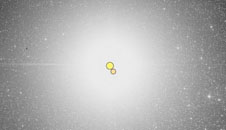
Position d'Alpha Centauri A et d'Alpha Centauri B.

#### Alpha Centauri A: sous-système principal

##### Alpha Centauri Aa: l'étoile principale
Alpha Centauri A, également appelé Rigil Kentaurus, est une étoile de la séquence principale du même type que le Soleil, c'est-à-dire une naine jaune, dont la classification stellaire est de type spectral G2 V , légèrement plus grande et plus lumineuse que le Soleil. Alpha Centauri A est environ 10 % plus massive que le Soleil, avec un rayon environ 22 % plus grand. Elle est la quatrième étoile la plus brillante du ciel nocturne, avec une magnitude apparente de -0,01, légèrement plus pâle que Arcturus qui brille d'une magnitude apparente de -0,04.

#### Alpha Centauri Ab (Candidat 1)

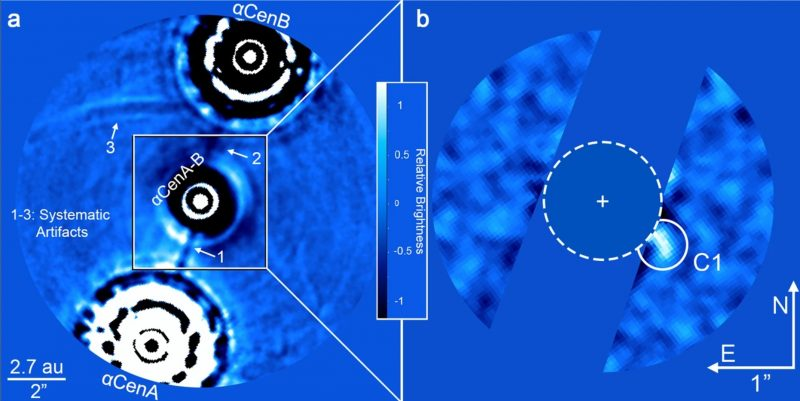
Découverte d'une possible exoplanète autour d'Alpha Centauri A, montrée ici en tant que C1 (2021).

En 2021, une exoplanète candidate appelée Candidat 1 (C1) fut détectée autour d'Alpha Centauri A, dont l'orbite est estimé à approximativement 1,1 UA avec une période autour d'un an, et dont la masse est estimée entre celle de Neptune et la moitié de celle de Saturne, bien qu'il puisse s'agir d'un disque de poussière ou d'un artéfact. La possibilité que C1 puisse être une étoile en arrière-plan a été rejetée,.

#### Alpha Centauri B: sous-système secondaire

##### Alpha Centauri Ba: l'étoile secondaire
Alpha Centauri B, également appelée Toliman, est l’étoile secondaire du système binaire. C'est une étoile de la séquence principale de type spectral K1 V, ce qui la rend plus orange que l'Alpha Centauri A . Elle a une magnitude apparente de +1,35, a environ 90% de la masse du Soleil et un diamètre inférieur à celui de ce dernier de 14%. Bien que sa luminosité soit inférieure à celle de A, Alpha Centauri B émet plus d’énergie dans les rayons X. Sa courbe de lumière varie sur une courte période de temps et au moins un pic a été observé. Elle est magnétiquement plus active qu'Alpha Centauri A, affiche un cycle de 8,2 ± 0,2 ans (contre 11 ans pour le Soleil) et une variation moitié moins élevée que celui-ci en ce qui concerne la luminosité coronale.

##### Alpha Centauri Bb: planète à l'existence contestée
Une planète, nommée Alpha Centauri Bb, orbitant autour de Alpha Centauri B, a été annoncée par Xavier Dumusque et al. octobre 2012. Cependant, plusieurs études ont depuis remis en cause l'existence de cet objet. Si la planète existait, sa période de révolution serait de 3,2 jours terrestres. Très proche de son étoile, très chaude à plus de 1 000 °C, probablement rocheuse et de la taille de la Terre, elle présenterait toujours la même face à son étoile.
En 2015, des chercheurs d'Oxford  simulent par ordinateur une étoile sans planète et montrent qu'en ne considérant que des observations intermittentes, il est possible de retrouver un profil d'observation faisant croire à la présence d'une planète selon la méthode des vitesses radiales. Xavier Dumusque, le premier auteur de la publication de la découverte originale reconnut la qualité du travail et que « Nous n'en sommes pas sûrs à 100 %, mais la planète n’existe probablement pas ».

##### Alpha Centauri Bc: candidat planète en transit
Le 27 mars 2015, Brice-Olivier Demory et al. annoncent la possible existence d'une deuxième planète autour d'Alpha Centauri B. Cette deuxième planète aurait une taille comparable à la Terre (92% de celle-ci) et orbiterait en moins de 20 jours (limite à 2 sigmas) autour de son étoile. Si elle était confirmée, cette planète recevrait le nom « Alpha Centauri Bc ». Tout comme la supposée Alpha Centauri Bb, elle serait beaucoup trop proche de son étoile pour avoir de l'eau liquide en surface.

### Proxima Centauri, ou Alpha Centauri C: le système compagnon éloigné

#### Proxima Centauri a: naine rouge
Des trois étoiles, c'est Proxima Centauri (littéralement « [l'étoile] du Centaure la plus proche ») qui est la plus proche de nous, à 4,24 années-lumière (1,30 parsec), soit 270 000 unités astronomiques.
Proxima est une naine rouge de magnitude apparente 11, donc beaucoup trop faible pour être vue à l'œil nu. C'est elle aussi une étoile de la séquence principale, mais de type spectral M6 Ve et sa masse est de 0,1221 masse solaire.
Elle est éloignée d'Alpha Centauri par 13 000 UA et bien que son orbite autour du couple central ne soit pas directement connue, l'association entre ces trois étoiles est certaine car Proxima et le couple principal se déplacent ensemble parallèlement. Pour cette raison, Proxima est parfois appelée Alpha Centauri C.
La période de cette orbite, anciennement estimée dans une fourchette comprise entre 500 000 ans et 2 millions d'années, a été réévaluée à environ 600 000 ans (précisément 547+66−40 ka) par Pierre Kervella, Frédéric Thévenin et Christophe Lovis.

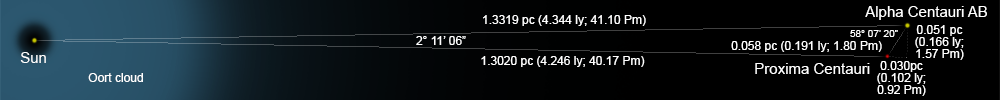
Positions relatives du Soleil, d'Alpha Centauri AB et Alpha Centauri C (Proxima Centauri).

#### Proxima Centauri b: exoplanète tellurique
Proxima Centauri b ou simplement Proxima b est la première exoplanète confirmée du système. Elle est probablement tellurique, d'une masse minimale de 1,3 masse terrestre et en orbite dans la zone habitable de son étoile. La découverte de la planète par l'équipe du projet Pale Red Dot est officiellement annoncée par l'Observatoire européen austral le 24 août 2016. Elle a été trouvée en utilisant la méthode des vitesses radiales, où des décalages Doppler périodiques des raies spectrales de l'étoile hôte suggèrent un objet en orbite.

### Planètes hypothétiques et disque circumstellaire

#### Recherche de planètes
Il est possible que d’autres planètes existent dans le système Alpha Centauri, soit sur des orbites individuelles (Alpha Centauri A ou Alpha Centauri B), soit sur de grandes orbites autour d’Alpha Centauri AB. Plusieurs équipes reconnues dans le domaine des exoplanètes ont utilisé diverses méthodes dans leurs recherches autour de ces deux étoiles brillantes. Jusqu'à présent, aucune observation n'a permis de prouver l'existence de naines brunes ou de géantes gazeuses,.
En 2009, des simulations informatiques ont montré qu'une planète aurait pu se former près du bord intérieur de la zone habitable d'Alpha Centauri B, qui s'étend de 0,5 à 0,9 UA de l'étoile. Les corps autour d’Alpha Centauri A seraient capables de graviter autour de l'étoile avec des distances légèrement plus grandes en raison de leur gravité plus forte. En outre, l'absence de naines brunes ou de géantes gazeuses en orbite rapprochée autour d'Alpha Centauri augmente la probabilité de l'existence de planètes telluriques.
Les estimations actuelles placent la probabilité de trouver une planète semblable à la Terre autour d'Alpha Centauri à environ 85%. Les seuils d'observation pour la détection des planètes dans les zones habitables par la méthode des vitesses radiales sont actuellement (2017) estimés à environ 50 masses terrestres pour Alpha Centauri A, 8 pour Alpha Centauri B et 0,5 pour Proxima Centauri.
Les premiers modèles de formation planétaire générés par ordinateur prédisaient l'existence de planètes terrestres autour d'Alpha Centauri A et B, mais les dernières investigations numériques ont montré que l'attraction gravitationnelle réciproque des deux étoiles rend difficile l'accrétion des planètes,. Malgré ces difficultés, compte tenu des similitudes avec le Soleil en ce qui concerne les types spectraux, le type d'étoile, l'âge et la stabilité probable des orbites, il a été suggéré que ce système stellaire pourrait offrir l'une des meilleures possibilités d'abriter une vie extraterrestre sur une planète potentielle,,,.
Dans le Système solaire, Jupiter et Saturne ont probablement joué un rôle crucial dans la perturbation des comètes dans le système solaire interne, fournissant aux planètes intérieures une source d'eau et diverses autres glaces. Dans le système Alpha Centauri, Proxima Centauri a peut-être influencé le disque planétaire alors que le système se formait, enrichissant la région de matières volatiles. Cela serait écarté si, par exemple, Alpha Centauri B avait des géantes gazeuses en orbite autour de Alpha Centauri A (ou inversement, Alpha Centauri A pour Alpha Centauri B), ou si Alpha Centauri A et B eux-mêmes étaient capables de perturber les comètes dans le système interne de l'autre, comme Jupiter et Saturne l’ont probablement fait dans le système solaire. De tels corps glacés résident probablement aussi dans les nuages d’Oort d’autres systèmes planétaires. Lorsqu'ils sont influencés gravitationnellement par les géantes gazeuses ou par des perturbations causées par le passage d'étoiles proches, beaucoup de ces corps glacés voyagent ensuite vers les étoiles. Ces idées s'appliquent également à l'approche rapprochée d'Alpha Centauri ou d'autres étoiles du Système solaire, alors que, dans un avenir lointain, le nuage d'Oort pourrait être suffisamment perturbé pour augmenter le nombre de comètes actives.
Pour être dans la zone habitable, une planète autour d’Alpha Centauri A devrait avoir un rayon orbital d’environ 1,25 unité astronomique afin d’avoir des températures et des conditions planétaires permettant à l’eau liquide d’exister. Pour Alpha Centauri B, un peu moins lumineuse et moins chaude, la zone habitable est plus proche d'environ 0,7 unité astronomique (100 millions de km),.
En novembre 2021, le groupe Breakthrough Initiatives annonça le lancement du projet de télescope spatial TOLIMAN, dédié spécifiquement à la recherche d'exoplanètes dans le système stellaire Alpha du Centaure.

#### Disque circumstellaire
D'après des observations effectuées entre 2007 et 2012, une étude a révélé un léger excès d'émissions dans la bande de 24 µm (infrarouge moyen / lointain) entourant α Centauri AB, ce qui peut être interprété comme un disque circumstellaire clairsemé ou une poussière interplanétaire dense. La masse totale a été estimée entre 10−7 et 10−6 fois la masse de la Lune. Si un tel disque était observé, le disque de α Centauri A serait stable à 2,8 unités astronomiques, et celui de α Centauri B serait stable à 2,5 unités astronomiques. Cela se situerait entièrement dans la ligne des glaces et une petite partie du disque externe de B juste à l'extérieur.

## Observation

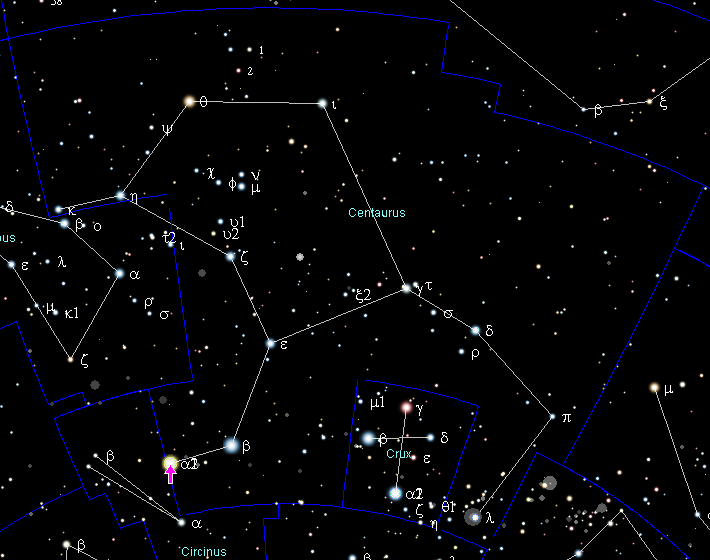
Position d'Alpha Centauri dans la constellation du Centaure.

À l'œil nu, Alpha Centauri AB semble être une seule étoile, la plus brillante de la constellation australe du Centaure. Leur séparation angulaire apparente varie sur environ 80 ans entre 2 et 22 secondes d'arc (la résolution de l'œil nu est de 60 secondes), mais sur une grande partie de l'orbite, les deux étoiles sont facilement distinctes l'une de l'autre à l'aide de jumelles ou de petits télescopes. Avec une magnitude apparente de -0,27 (les magnitudes de A et B réunies), Alpha Centauri AB est plus faible que Sirius et Canopus.
Elle n'est pas visible au nord de 29° N de latitude. À cette latitude et jusqu'à l'équateur, elle se situe proche de l'horizon sud mais peu de temps à chaque fois lors de sa culmination. Au sud de 29° S de latitude, Alpha Centauri AB est circumpolaire : elle ne passe jamais sous l'horizon. Elle culmine chaque année le 24 avril à minuit (heure locale) et à 21h le 8 juin,.
Vu de la Terre, Proxima Centauri est à 2,2 ° au sud-ouest d'Alpha Centauri AB, soit environ quatre fois le diamètre angulaire de la Lune. Elle apparaît comme une étoile d'un rouge profond d'une magnitude apparente de 11,1 dans un champ d'étoiles peu peuplé, nécessitant un télescope de taille moyenne. Classée en tant que V645 Cen dans le Catalogue général d'étoiles variables dans sa version 4.2, cette étoile variable de type UV Ceti, éruptive, peut rapidement diminuer sa magnitude de 0,6 de façon inattendue et dans le spectre visible, puis s'estomper après quelques minutes seulement. Certains astronomes amateurs et professionnels surveillent régulièrement ces éruptions en utilisant soit des télescopes optiques, soit des radiotélescopes. Le 13 août 2015 ont été enregistrées les plus grandes éruptions de l'étoile. Elle est devenue 8,3 fois plus lumineuse que la normale dans la bande B (région de lumière bleue).

### Histoire de son observation
Alpha Centauri est répertoriée dans l'Almageste de Ptolémée datant du IIe siècle. Il a donné ses coordonnées écliptiques, mais les textes divergent quant à savoir si la latitude de l'écliptique est 44°10′ S ou 41°10′ S,,. À l'heure actuelle, la latitude de l'écliptique est de 43,5° S, mais elle a diminué d'une fraction de degré depuis l'époque de Ptolémée en raison de son mouvement propre. À l'époque de Ptolémée, Alpha Centauri était visible d'Alexandrie, en Égypte, à 31° N. mais à cause de la précession des équinoxes, ce n'est plus le cas aujourd'hui. L'explorateur anglais Robert Hues a attiré l'attention des observateurs européens sur Alpha Centauri dans son ouvrage Tractatus de Globis, publié en 1592. La nature binaire d'Alpha Centauri AB a été reconnue en décembre 1689 par Jean Richaud, en observant à la base une comète depuis sa station de Pondichéry. Alpha Centauri n'est que la deuxième étoile binaire à avoir été découverte, elle est précédée par Alpha Crucis.
Le mouvement propre d'Alpha Centauri AB a été découvert par Manuel John Johnson, observateur de Sainte-Hélène, qui en a informé Thomas Henderson à l'Observatoire royal du Cap de Bonne-Espérance. Henderson a ensuite déterminé la parallaxe d'Alpha Centauri AB à partir de nombreuses observations rigoureuses des positions de l'étoile entre avril 1832 et mai 1833. Il a toutefois dissimulé ses résultats car il les soupçonnait d'être trop grands pour être vrais. Il les a finalement publiés en 1839, après que Friedrich Wilhelm Bessel ait publié ses résultats précis concernant la parallaxe de 61 Cygni en 1838. Pour cette raison, Alpha Centauri est parfois considérée comme la deuxième étoile dont la distance est mesurée parce que le travail de Henderson n'a pas été pleinement reconnu au début.
Plus tard, John Herschel fit les premières observations micrométriques en 1834. Depuis le début du XXe siècle, des mesures ont été prises avec des plaques photographiques. En 1926, William Stephen Finsen calcule des paramètres orbitaux approximatifs proches de ceux qui sont maintenant acceptés pour ce système.
Robert Innes a découvert Proxima Centauri en 1915 en comparant des plaques photographiques prises à différents moments au cours d’un relevé de mouvements propres. Celles-ci ont montré un mouvement propre et une parallaxe importants, similaires en taille et en direction à ceux d'Alpha Centauri AB, ce qui suggérait que Proxima Centauri fait partie du système Alpha Centauri et est légèrement plus proche de la Terre que le système binaire.

### Mouvement propre
Les trois étoiles affichent un mouvement propre significatif sur la voûte céleste. Au fil des siècles, leurs positions apparentes ont lentement évolué,,. Le mouvement propre était inconnu des astronomes antiques et la plupart supposaient que les étoiles sont immortelles et fixées en permanence sur la sphère céleste, comme indiqué dans le traité d'Aristote Du ciel. Mais en 1718, Edmond Halley découvrit que certaines étoiles s'étaient considérablement éloignées de leurs anciennes positions astrométriques et, dans les années 1830, Thomas Henderson (qui découvrit la véritable distance de notre système solaire par rapport à Alpha Centauri) s'est ensuite rendu compte que ce système avait aussi un mouvement propre élevé,,. Il a trouvé le mouvement stellaire apparent à l'aide des observations astrométriques de 1751–1752 de Nicolas Louis de Lacaille, et avec les différences observées entre les deux positions mesurées à différentes époques.
Le mouvement propre du centre de masse d'Alpha Centauri AB est d'environ 3620 millisecondes d'arc par an vers l'ouest et de 694 millisecondes d'arc par an vers le nord, ce qui donne un mouvement global de 3686 millisecondes d'arc par an dans une direction de 11 ° nord. Le mouvement du centre de masse est d’environ 6,1 minutes d'arc par siècle, ou de 1,02° par millénaire. La vitesse dans la direction ouest est de 23 km/s et dans le nord, 4,4 km/s. En utilisant la spectroscopie, il a été déterminé que la vitesse radiale moyenne était d'environ 22,4 km/s en direction du système solaire.
Comme Alpha Centauri AB est presque exactement dans le plan de la Voie Lactée vue de la Terre, il y a beaucoup d'étoiles derrière elles. Au début du mois de mai 2028, Alpha Centauri A passera entre nous et une étoile rouge lointaine. Il y aura alors 45% de chance d'observer un anneau d'Einstein. D'autres conjonctions se produiront également dans les décennies à venir, permettant une mesure précise des mouvements propres et éventuellement des informations sur les planètes.

### Prévision des positions futures

Animation montrant le mouvement d'Alpha Centauri sur la voûte céleste (les autres étoiles sont volontairement figées pour plus de clarté).
"Oggi" = aujourd'hui.

À mesure que les étoiles d'Alpha Centauri se rapprochent de notre système solaire, leurs mouvements propres, leurs parallaxes trigonométriques et leurs vitesses radiales mesurés augmentent lentement. Ces effets se poursuivront jusqu'à ce que le système stellaire atteigne son point le plus proche du Soleil, puis s'inverseront à mesure que la distance augmentera à nouveau. De plus, d'autres petits changements se produiront également en ce qui concerne notre observation des paramètres orbitaux de l'étoile binaire. Par exemple, la taille apparente du demi-grand axe de l’ellipse augmentera de 0,03 seconde d'arc par siècle. De plus, les angles de position observés des étoiles sont également sujets à de petits changements cumulatifs (s'ajoutant aux changements d'angle de position causés par la précession des équinoxes), tels que déterminés par WH van den Bos en 1926.
En se basant sur le mouvement propre et les vitesses radiales connus du système, Alpha Centauri continuera à changer de position de manière significative dans le ciel et deviendra de plus en plus brillante. De plus, vers l'an 6 200 environ, α Centauri formera une conjonction stellaire d'une magnitude extrêmement rare avec β Centauri, formant une double étoile optique brillante dans le ciel méridional. Le système passera ensuite juste au nord de la Croix du Sud, avant de se déplacer au nord-ouest et de monter vers l’équateur céleste actuel et à l’écart du plan galactique. Dans 27 700 ans, dans l'actuelle constellation de l'Hydre, Alpha Centauri sera distante d'un parsec (ou 3,3 années-lumière), bien que des calculs ultérieurs suggèrent 0,9 parsec ou 2,9 années-lumière, dans 27 000 ans. Au plus proche de notre système, Alpha Centauri atteindra une magnitude apparente maximale de −0,86, comparable à celle de Canopus, mais ne dépassera pas celle de Sirius, qui ira en augmentant progressivement au cours des 60 000 prochaines années (l'étoile la plus brillante vue de la Terre pour les 210 000 prochaines années).
Après cela, le système Alpha Centauri commencera à s’éloigner lentement du système solaire et cette étoile jaune brillante finira par tomber en dessous de la visibilité à l’œil nu.

## Le ciel depuis Alpha Centauri

### Liste des étoiles, naines brunes et leurs compagnons planétaires les plus proches

La brillante étoile Alpha du Centaure et ses alentours.

Voici la liste des systèmes stellaires situés à moins de 10 années-lumière du système d’Alpha Centauri, :
| Étoile                   | Type spectral      | Distance (en a.l.) | Planètes connues |
| ------------------------ | ------------------ | ------------------ | ---------------- |
| Luhman 16 A/B            | L7,5 / T0,5        | 3,68               | 0                |
| Soleil (Système solaire) | G2 V               | 4,4                | 8                |
| Étoile de Barnard        | M3,8 V             | 6,5                | 0                |
| Ross 154                 | M3.8 Ve            | 8,1                | 0                |
| Wolf 359                 | M5,8 Ve            | 8,3                | 0                |
| Sirius A/B               | A0-1 V / DA2-5 VII | 9,5                | 0                |
| Epsilon Eridani          | K3-5 Ve            | 9,7                | 1 : b            |

Alpha Centauri se trouve à l'intérieur du nuage G.

### Ce qui change sur la voûte céleste
Le ciel d'Alpha Centauri AB apparaîtrait presque de la même manière que celui de la Terre, sauf qu'il manquerait au Centaure son étoile la plus brillante. Le Soleil apparaîtrait comme une étoile jaune de magnitude apparente +0,5, à peu près la même luminosité que celle de Bételgeuse depuis la Terre. Il serait au point antipodal d'Alpha Centauri AB vu depuis la Terre, à une ascension droite de 02h 39m 36.4951s et une déclinaison de +60° 50′ 02.308, à l'est de la constellation de Cassiopée, avec une luminosité supérieure à toutes les autres étoiles de la constellation. Avec cette position, à l'est de l'étoile de magnitude 3,4 Epsilon Cassiopeiae, il serait presque en face de la nébuleuse du Cœur et le « W » de Cassiopée apparaîtrait sous la forme d'un "/W".

## Exploration
Avec les technologies spatiales actuelles, franchir la distance entre le Soleil et Alpha Centauri prendrait plusieurs millénaires, bien que des technologies telles que la propulsion nucléaire pulsée ou de voiles propulsées par laser (programme Breakthrough Starshot) laissent la possibilité d'envisager des temps de trajet réduits à plusieurs décennies,,.
En janvier 2017, Breakthrough Initiatives et l'Observatoire européen austral (ESO) ont noué une collaboration pour rechercher des planètes habitables dans le système Alpha Centauri. L'accord implique des initiatives novatrices prévoyant le financement d'une mise à niveau de l'instrument VISIR (imageur et spectromètre VLT pour l'infrarouge moyen). Cette mise à niveau augmentera considérablement les chances de détection de la planète dans le système,.

## Dans la culture populaire

Logo de l'Alpha Centauri Expeditions à Pandora: The World of Avatar.

- Dans Le Dieu venu du Centaure (titre original : The Three Stigmata of Palmer Eldritch), un roman datant de 1965 écrit par Philip K. Dick, Palmer Eldritch revient du système de Proxima du Centaure, où il a rencontré des formes de vies intelligentes.
- Dans le film Avatar, la planète gazeuse Polyphème orbite autour d'Alpha Centauri A et possède des lunes habitables, dont Pandora, où se déroule le film, habitée par une espèce indigène intelligente appelée les Na'vi.
- Plusieurs jeux vidéo de la série Civilization créé par Sid Meier font référence à Alpha du centaure. Dans Le premier opus de la série le joueur peut envoyer des colons vers Alpha du Centaure en fin de partie. De même le jeu Sid Meier's Alpha Centauri (1999) est la suite logique de Civilization puisqu'il débute au moment où les colons prennent possession de leur nouvelle planète. Le jeu vidéo Civilization: Beyond Earth (2014) de Sid meier se déroulent dans le système d'Alpha du Centaure. Dans le jeu vidéo Freeciv, la version open source de Civilization développé par une communauté de codeurs internationaux, le joueur peut également envoyer des colons vers Alpha du centaure en fin de partie.
- Selon Kaamelott (livre VI, épisode 2), les Dames qui veillent sur le royaume de Bretagne y ont leur lieu de réunion.
- Dans l'univers Transformers, la planète Cybertron s'y trouve.
- Dans le Cycle de Fondation d'Isaac Asimov et notamment dans son dernier livre, Terre et Fondation (1986), Golan Trevize rencontre une population vivant sur une planète du système Alpha du Centaure lors de sa quête de la Terre, la planète des origines.
- Dans Voyage vers Alpha du Centaure, de Michael O'Brien (2014), l'auteur imagine une expédition scientifique partant de la Terre, pour explorer une planète habitable de son système. Les explorateurs parviennent à poser le pied sur le sol et découvrir les traces d'une civilisation passée[88].
- Le second album du groupe allemand Tangerine Dream se nomme Alpha Centauri (1971).
- Alpha Centauri est une des pistes de l'album Split the Atom (2010) du trio de musique électronique Noisia. Ce système stellaire est composé de trois étoiles, tout comme le groupe a trois membres.
- La série télévisée Perdus dans l'espace, créée par Irwin Allen et diffusée entre 1965 et 1968, fait allusion à Alpha Centauri. La famille Robinson a été choisie pour se rendre dans le système d'Alpha Centauri afin d'y fonder une colonie, mais n'y arrive jamais. Il en est de même dans Perdus dans l'espace, film américain réalisé par Stephen Hopkins sorti en 1998 et dans la série télévisée Perdus dans l'espace de 2018.
- Dans le dessin animé Gawayn (épisode 2-24) des extraterrestres d'Alpha Centauri sont sur Terre, perdus, et parviennent à trouver le livre de magie.
- La série de jeu Killzone se déroule sur deux planètes du système d'Alpha Centauri : Vecta, orbitant autour d'Alpha Centauri B, et Helghan, orbitant autour d'Alpha Centauri A.
- L'Imparfait du futur (1999), premier tome de la série Une épatante aventure de Jules d'Émile Bravo, voit le jeune Jules voyager vers Alpha du Centaure à bord d'un vaisseau voyageant à la vitesse de la lumière, et rencontrer les espèces indigènes des planètes locales. L'auteur en profite pour introduire une vulgarisation scientifique de la loi de la relativité restreinte, au cœur du scénario.
- Dans le film de science-fiction suisse Cargo réalisé par Ivan Engler et Ralph Etter et sorti en 2009. L'action se déroule dans la station 42. Celle-ci contient du matériel pour construire une station et atteindre Proxima du Centaure, où il resterait encore des planètes inhabitées.
- Dans la série allemande Commando spatial - La Fantastique Aventure du vaisseau Orion (1966), on fait allusion à l'intervention du Commandant Cliff Allister McLane dans Alpha du Centaure dès le premier épisode.
- La série de science-fiction américaine Ascension (2014) se déroule dans un présent alternatif à bord d'un vaisseau générationnel. Le but est de peupler un nouveau monde en envoyant des centaines d'hommes, de femmes et d'enfants pour un voyage de cent ans à bord du vaisseau de l'Ascension. On y apprend que la destination est Proxima.
- Liu Cixin place le système Alpha du Centaure au centre de son roman Le Problème à trois corps (2008), qui décrit notamment la vie dans un système tri-solaire chaotique. Le roman de Liu Cixin est adapté en série télévisée en 2023 par Tencent Video et en 2024 par Netflix.
- La mission Soon 2 dans la bande dessinée Soon (Cadène et Adam, 2019) a pour objectif d'atteindre Alpha Centauri et plus particulièrement Proxima B pour y établir une colonie d'humains.
- Dans le livre Meurtres à 30000 km/s de Christophe Lambert, il est question de Alpha Centauri. (ISBN 9782012097872)
- Dans le jeu vidéo Starfield, Alpha du Centaure est un système stellaire visitable. La ville de New Atlantis se trouve dans ce système.
- Dans le MMORPG Elite:Dangerous, le system Alpha Centauri est un des plus celèbres de la galaxie, particulièrement pour la présence de la station Hutton Orbital orbitant Eden, elle-même orbitant Proxima du Centaure; cette station est la plus éloignée d'un point d'apparition du jeu, obligeant les joueurs à voyager pendant plus d'une heure sur 0.22 années lumières. Un easter-egg, le Mug de Hutton, y est présent, en plus d'etre une blague récurrente de la communauté, prétendant qu'un vaisseau Anaconda y soit disponible gratuitement, alors que la station ne permet pas a un vaisseau de cette taille de s'y trouver.